# Rivka Wolbe
Pour les articles homonymes, voir Wolbe.
Rivka Wolbe (née Grodzinski), née le 5 mai 1923 à Slabodka (Kaunas), en Lituanie et  morte le 25 octobre 2018 à Jérusalem, en Israël, est la fille du rabbin Avraham Grodzinski, le plus important disciple du rabbin Nosson Tzvi Finkel, le Alter de Slobodka, Mashgiach Ruchani (superviseur) de la Yechiva de Slobodka, connu pour son livre de Moussar Toras Avraham. Il meurt dans le ghetto de Kovno, durant la Seconde Guerre mondiale. Elle est l'épouse du rabbin Shlomo Wolbe, un des représentants importants du mouvement du Moussar aux XXe et XXIe siècles. Elle est l'auteur d'un livre de mémoire sur sa vie durant la Shoah.

## Biographie
Rivka Grodzinski,,, est née le 5 mai 1923. Elle est la fille du rabbin Avraham Grodzinski et de Chasya Gisseh Heller. Avraham Grodzinski est né en 1883 à Varsovie, en Pologne, d'une famille d'origine lituanienne. Son grand-père, le rabbin Zev Grodzinski vient de Lituanie à Varsovie. Son père est le rabbin Yitzchak (Reb itche) Grodzinski, une des figures importantes de la communauté de Varsovie. Chasya Gisseh Heller est née en 1891 en Lituanie et est  morte en 1944 à Kovno (Kaunas) dans le Ghetto de Kovno. Elle est la fille du rabbin DovBer Zvi (Hirsch) Heller, mashgiach de la Yechiva de Slobodka et de Faige Esther Heller.

## Œuvre
- (en) Faith in the Night. Judaica Press: Brooklyn, New York, 2009.  (ISBN 9781607630197),  (ISBN 1607630192)[6]